# St. Hubertus (Helmeringhausen)

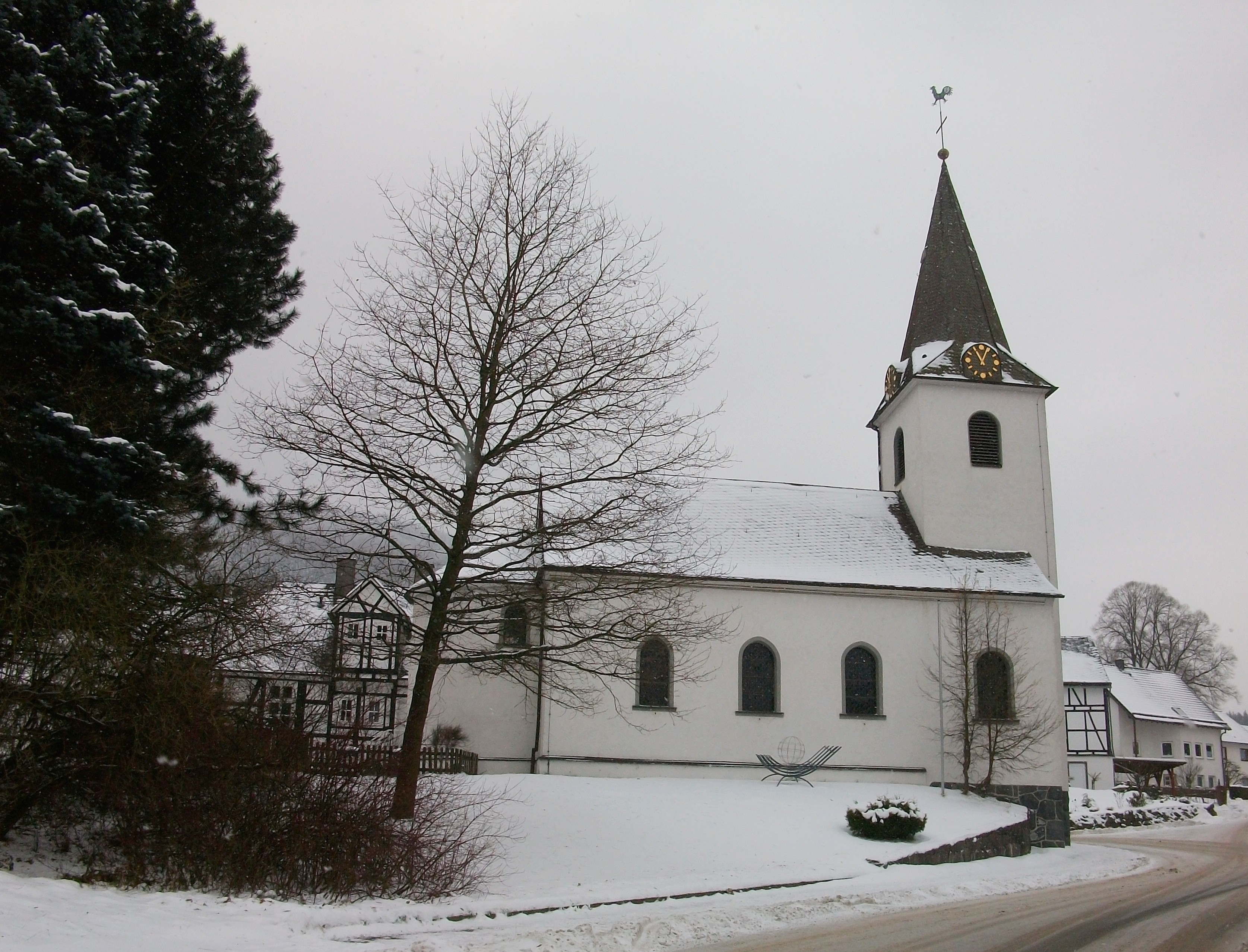
St. Hubertus

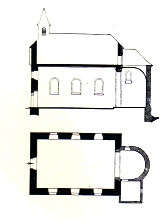
Schnitt und Grundriss

Die katholische St. Hubertuskirche ist ein denkmalgeschütztes Kirchengebäude in Helmeringhausen, einem Ortsteil der Stadt Olsberg im Hochsauerlandkreis (Nordrhein-Westfalen).

## Geschichte und Architektur
Das Gebäude mit einem ursprünglich rechteckigen Grundriss wurde 1922 um eine halbrunde Apsis und eine kleine Sakristei an der Südseite erweitert. Das Bruchsteinmauerwerk wurde verputzt, die Tür- und Fensterumrahmungen wurden aus Sandstein gemauert. Das abgewalmte Dach und auch der Dachreiter wurden verschiefert.  Die Längswände sind durch sechs Rundbogenfenster gegliedert. Ein weiteres Rundbogenfenster befindet sich über dem Portal. Die Putzdecke mit Voluten ist glatt.

## Ausstattung
- Der Altar mit einem Gemälde der Muttergottes mit dem Kind und Engeln wird durch Figuren der Hl. Anna und des Hl. Joachim ergänzt. Er stammt ursprünglich aus der Pfarrkirche in Bigge.
- Vom alten Altar der Kapelle stammen die beiden Figuren der Hl. Magdalena und des Hl. Johannes.
- Die teilweise vergoldete Monstranz aus Silber ist 43. cm hoch und wurde im 17. Jahrhundert angefertigt.[1]